# Galliate, Novara
Galliate là một đô thị ở tỉnh Novara ở vùng Piedmont của Ý, tọa lạc cách 90 km về phía đông bắc của Torino và khoảng 7 km về phía đông bắc của Novara. Tại thời điểm ngày 31 tháng 12 năm 2004, đô thị này có dân số 14.423 người và diện tích là 29,5 km².
Galliate giáp các đô thị: Cameri, Novara, Romentino, và Turbigo.

## Người Galliate nổi tiếng
- Achille Varzi (1904–1948), vận động viên vô địch đua mô tô Grand Prix.
- Massimo Maccarone (1979-), cầu thủ bóng đá.